# Liste von Organisationen zur Seenotrettung
Für die Wasserrettungsgesellschaften gibt es eine eigene Liste unter:
| Name                                                                                        | Abkürzung | Land                          |
| ------------------------------------------------------------------------------------------- | --------- | ----------------------------- |
| Alands Sjoraddningssallskap                                                                 | ASRS      | Finnland                      |
| Argentine Naval Prefectur                                                                   | PNA       | Argentinien                   |
| Armed Forces of Malta                                                                       | AFM       | Malta                         |
| Asociación Honoraria de Salvamentos Marítimos y Fluviales                                   | ADES      | Uruguay                       |
| Association for Rescue at Sea                                                               | AFRAS     | USA                           |
| Australian Volunteer Coast Guard Federation                                                 |           | Australien                    |
| Bahamas Air Sea Rescue Association                                                          | BASRA     | Bahamas                       |
| Belgisch Loodswezen Zeereddingsdienst                                                       |           | Belgien                       |
| Canadian Coast Guard                                                                        | CCG       | Kanada                        |
| Canadian Coast Guard Auxiliary                                                              | CCGA      | Kanada                        |
| Canadian Lifeboat Institution                                                               | CLI       | Kanada                        |
| Canadian Lifesaving Service, Department of Marine and Fisheries                             |           | Kanada                        |
| Caister Volunteer Lifeboat Service                                                          | CVLS      | England                       |
| Chinesische Küstenwache                                                                     |           | Volksrepublik China           |
| Cuerpo de Voluntarios de los Botes Salvavidas de Valparaiso                                 | CVBS      | Chile                         |
| Dansk Søredningsselskab                                                                     | DSRS      | Dänemark                      |
| Denizciler Dayanisma Dernegi                                                                | DDD       | Türkei                        |
| Deutsche Gesellschaft zur Rettung Schiffbrüchiger                                           | DGzRS     | Deutschland                   |
| Eesti Vetelpaasteuhingu,                                                                    | ELA       | Estland                       |
| Gendarmerie maritime                                                                        |           | Frankreich                    |
| Guardia Costiera                                                                            | CP-GC     | Italien                       |
| Hellenic Coast Guard                                                                        | HCG       | Griechenland                  |
| Elliniki Omada Diasosis (Hellenic Rescue Team)                                              |           | Griechenland                  |
| Freiwilliger Seenot-Dienst                                                                  | FSD       | Deutschland                   |
| His Majesty’s Coastguard                                                                    | HMCG      | Vereinigtes Königreich        |
| Hong Kong Marine Police                                                                     | HKMP      | Volksrepublik China           |
| Humanitarian Pilots Initiative                                                              |           | Schweiz                       |
| Icelandic Search And Rescue Association                                                     | ICE-SAR   | Island                        |
| Indian Coast Guard                                                                          |           | Indien                        |
| Instituto de Socorros a Náufragos                                                           | ISN       | Portugal                      |
| International Maritime Rescue Federation, bis 2007 International Lifeboat Federation        | IMRF      | International                 |
| Japan Coast Guard                                                                           | JCG       | Japan                         |
| Jefe del Estado Mayor de la Defense National,                                               |           | Guatemala                     |
| Jugend Rettet                                                                               |           | Deutschland                   |
| Kiyi Emniyeti ve Gemi Kurtarma Isletmeleri Genel Müdürlügü                                  |           | Türkei                        |
| Koninklijke Nederlandse Redding Maatschappij                                                | KNRM      | Niederlande                   |
| Kustwacht Caribisch Gebied                                                                  |           | Niederlande                   |
| Küstenwache der Republik Kroatien (Obalna straža Republike Hrvatske)                        |           | Kroatien                      |
| La Marine Marchande Ministere des Peches Maritimes, Marokko                                 |           | Marokko                       |
| Limeniko Soma (Griechische Küstenwache)                                                     | LS        | Griechenland                  |
| Maritime Rescue and Salvage Bureau                                                          |           | Volksrepublik China           |
| Mediterranea Saving Humans                                                                  |           | Italien                       |
| Migrant Offshore Aid Station                                                                |           | Malta                         |
| Mission Lifeline                                                                            |           | Deutschland                   |
| Morska Służba Poszukiwania i Ratownictwa                                                    | MSPIR     | Polen                         |
| National Coastwatch Institution                                                             | NCI       | Vereinigtes Königreich        |
| National Sea Rescue Institute                                                               | NSRI      | Südafrika                     |
| Nippon Suinan Kyusai Kai, NSKK, Japan                                                       | NSKK      | Japan                         |
| Nova Scotia Lifeguard Service                                                               | NSLS      | Kanada                        |
| Proactiva Open Arms                                                                         |           | Spanien                       |
| Redningsselskapet                                                                           | RS        | Norwegen                      |
| Royal Canadian Marine Search and Rescue                                                     | RCMSAR    | Kanada                        |
| Royal National Lifeboat Institution                                                         | RNLI      | Vereinigtes Königreich Irland |
| Royal New Zealand Coast Guard Federation                                                    | RNZCGF    | Neuseeland                    |
| Royal Volunteer Coastal Patrol                                                              | RVCP      | Australien                    |
| SAR Committee, Department of Marine and Ports Services                                      |           | Bermuda                       |
| Sea-Eye                                                                                     |           | Deutschland                   |
| Sea Rescue Institute of Namibia                                                             |           | Namibia                       |
| Sea-Watch                                                                                   |           | Deutschland                   |
| Service National de Surveillance Cotiere                                                    | SNSC      | Tunesien                      |
| Sociedad de Salvamento y Seguridad Marítima                                                 | SASEMAR   | Spanien                       |
| Società Nazionale di Salvamento                                                             | SNS       | Italien                       |
| Société internationale de sauvetage du Léman                                                | SISL      | Schweiz                       |
| Société Nationale de Sauvetage en Mer                                                       | SNSM      | Frankreich                    |
| SOS Humanity                                                                                |           | Deutschland                   |
| SOS Méditerranée                                                                            |           | Frankreich                    |
| State Marine Pollution Control, Salvage and Rescue Administration of the Russian Federation | MPESA     | Russland                      |
| St Maarten Sea Rescue Foundation                                                            | SSRF      | Niederländische Antillen      |
| Sumner Lifeboat Institute Inc.                                                              | SLI       | Neuseeland                    |
| Surf Lifesaving Australia                                                                   | SLA       | Australien                    |
| Suomen Meripelastusseura                                                                    | SMPS      | Finnland                      |
| Swedish Sea Rescue Society bzw. Svenska Sällskapet för Räddning av Skeppsbrutne             | SSRS      | Schweden                      |
| Unidade da Polícia Marítima                                                                 |           | Osttimor                      |
| United States Coast Guard                                                                   | USCG      | USA                           |
| United States Coast Guard Auxiliary                                                         | USCGA     | USA                           |
| Virgin Islands Search and Rescue                                                            | VIRS      | Jungferninseln                |
| Volunteer Marine Rescue Association Queensland                                              | VMRQ      | Australien                    |
| Vrijwillige Blankenbergse Zeereddingsdienst                                                 | VBZR      | Belgien                       |
| Water Life Saving Service of the Bulgarian Red Cross                                        | BRC       | Bulgarien                     |
| Sea Punks                                                                                   |           | Deutschland                   |
| Resqship                                                                                    |           | Deutschland                   |
| SARaH Seenotrettung                                                                         |           | Deutschland                   |
| r42 sailtraining                                                                            |           | Deutschland                   |
| handbreit - nautical safety solutions gGmbH                                                 |           | Deutschland                   |
| Attika Human Support                                                                        |           | Griechenland                  |
| Mare Liberum                                                                                |           | Deutschland                   |
| Ärzte ohne Grenzen                                                                          |           | Frankreich                    |